# Сакалаускас, Вайдас
Вайдас Сакалаускас (лит. Vaidas Sakalauskas; род. 2 июля 1971) — литовский шахматист, международный мастер (1998).

## Биография
В 1994 году окончил исторический факультет Вильнюсского педагогического университета. С 1994 по 2006 год работал шахматным тренером в спортивном центре литовского города Радвилишкис. Среди его воспитанников были гроссмейстер (GM) Виктория Чмилите и Марина Малишаускене (Куркуль).
Постоянный участник чемпионатов Литвы по шахматам, где лучший результат показал в 2004 году, когда занял 3-е место. В 2005 году победил в блицтурнире на латвийском шахматном фестивале «Лиепайская рокада».
В составе сборной Литвы участвовал в четырех шахматных олимпиадах (1998, 2000, 2002, 2004) и четырех командных чемпионатах Европы по шахматам (1999, 2003, 2005, 2011). В 2004 году на 36-й шахматной олимпиаде в испанском городе Кальвия завоевал индивидуальную золотую медаль на резервной доске, набрав 6 очков из 7 возможных (+5 −0 =2).